# فريتز نيكولاي
فريتز نيكولاي (بالألمانية: Fritz Nicolai)‏ هو غطاس ألماني، ولد في 11 ديسمبر 1879، وتوفي في 7 مارس 1946.

## وصلات خارجية
- فريتز نيكولاي على موقع أوليمبيديا (الإنجليزية)